# 白日夢・DAY DREAM
『白日夢・DAY DREAM』（はくじつむ・デイドリーム）は、松任谷由実（ユーミン） の15枚目のシングル。規格品番：ETP-10735。
1980年5月21日に東芝EMIからリリースされた。1989年6月28日にCDシングルとして再リリース。

## 解説
- ジャケットはロンドンで撮影された。
- 「白日夢・DAY DREAM」はTBS系『おはよう700』の「キャラバンII・700DAYS THE WORLD」テーマソングで1980年3月31日から流れた。キャッチコピーは「旅行好きの恋人たちに贈ります」。
- 「ためらい」は1977年萩尾みどりへの提供曲。6⁄8拍子基調の曲で、その後すぐにリリースされたアルバム『時のないホテル』にも収録されている。
- 2018年現在までアルバム未収録であるため、CDシングルが中古市場において価格が高騰する傾向にあるが、2018年9月24日に各大手配信サイトで配信が開始されたため、聴くことは可能である。
- オリコンチャートの登場週数は14週、チャート最高順位は週間44位、累計5.7万枚のセールスを記録した[1]。

## 収録曲
- Side A 白日夢・DAY DREAM -Day Dream-[2]
- Side B ためらい -Hesitation-

作詞・作曲：松任谷由実　編曲：松任谷正隆

## カバー
- 白日夢・DAY DREAM
  - 堀江美都子 - 1984年、アルバム『Weekend』に収録

- ためらい
  - 宮崎美子 - 1981年、アルバム『Mellow』に収録
  - 増田恵子 - 1982年、シングル「ためらい」に収録
  - 斉藤慶子 - 1982年、アルバム『慶子、もの想い…』に収録
  - 森川由加里 - 1989年、シングル「ためらい」に収録